# دوستی ۲
دوستی ۲ (انگلیسی: Friendship 2) (به هندی: Yaariyan 2) فیلم هندی کمدی-درام عاشقانه ردهٔ سنی بلوغ هندی-زبان است که در سال ۲۰۲۳ اکران شد، کارگردانی فیلم بر عهده رادیکا رائو و وینی ساپرو بود. این فیلم توسط بوشان کومار، کریشان کومار و آیوش ماهشواری تحت نشان شرکت تی-سریز و هم چنین شرکت رائو و ساپرو فیلمز پروداکشن ساخته شد. در این فیلم که دنباله مستقلی از فیلم دوستی (۲۰۱۴) است، دیویا خوسلا کومار، یاش داسگوپتا، پیرل وی پوری، میزان جعفری، آناسوارا راجان نقش‌های اصلی را بازی کردند. فیلم دوستی ۲ بازساخته ای از فیلم روزهای بنگلور محصول سال ۲۰۱۴ است که کارگردان آن آنجالی منون بود.